# Odd Future
Odd Future Wolf Gang Kill Them All, zkráceně OFWGKTA (OFWGK†Δ) nebo Odd Future je americká alternativní hip hopová skupina pocházející z Los Angeles. Lídrem skupiny je rapper a producent Tyler, the Creator, dalšími členy pak rappeři Hodgy Beats, Earl Sweatshirt, Domo Genesis a Mike G, zpěvák/rapper Frank Ocean (už není členem OF), producenti Left Brain, Syd Tha Kyd, Matt Martians, Hal Williams a dále Jasper Dolphin, Taco Bennett a Lucas Vercetti. Skupina se pak dělí na několik menších hudebních uskupení: MellowHype, The Internet, The Jet Age of Tomorrow, EarlWolf, a MellowHigh.